# KSK Grembergen
KSK Grembergen is een Belgische voetbalclub uit Grembergen. De club is aangesloten bij de KBVB met stamnummer 7166 en heeft groen en wit als kleuren. De club speelt sinds 2020 in de hoogste provinciale reeks van de provincie Oost-Vlaanderen.

## Geschiedenis
In 1968 richtte men in Grembergen een voetbalclub op op initiatief van onder andere Emiel Geerinck en Herman Burghgrave. Willy Bernauw werd de eerste voorzitter. De club begon met een eerste elftal en ook met een knapenploeg. Rie Verhelst werd trainer van de ploeg.
In 1972 scheurden een aantal misnoegde leden zich af en stichtten een eigen club, Eendracht Grembergen. In 1972/73 slaagde Grembergen er in kampioen te worden in zijn reeks. De ploeg veroverde zijn titel op de laatste speeldag, tegen Eendracht Grembergen. Tegen halverwege de jaren 70 had Grembergen ook reeds een reservenploeg en een aantal jeugdploegen in competitie. In 1977 wist SK zich pas op de laatste speeldag te redden en werd Herman Burghgrave de nieuwe voorzitter.
Begin jaren 80 bouwde de club een nieuwe kantine en een nieuwe tribune. In 1993/94 werd een nieuw terrein aangekocht en aangelegd. In het seizoen 1994/95 werd SK opnieuw kampioen, na op de laatste speeldag Heikant te verslaan. In 1999/2000 zakte de club echter terug naar Derde Provinciale. Ondertussen had Grembergen al 14 ploegen in competitie.
Bij het 40-jarig bestaan in 2008/09 werd Grembergen opnieuw kampioen, waardoor het opnieuw steeg naar Tweede Provinciale. Het seizoen daarop won SK meteen de eindronde waardoor de club in 2009/10 voor de allereerste keer in zijn bestaan van start ging in de hoogste provinciale reeks. De volgende twee seizoenen verliepen minder goed, met een degradatie uit Eerste Provinciale en daarna slechts het nipte behoud in Tweede Provinciale.
Vanaf het seizoen 2015-2016 profileerde KSK Grembergen zich onder het trainerschap van Raf Van Overstraeten als een te duchten tegenstander in Tweede provinciale met als resultaat enkele eindrondeplaatsen. De club kreeg in 2020 de titel 'Koninklijk', dit naar aanleiding van zijn 50-jarig bestaan dat werd gevierd in 2018. Het seizoen 2019-2020 sloot KGrembergen af als leider van de competitie die wegens het coronavirus op vijf speeldagen van het einde werd stopgezet. KSK Grembergen werd op die manier uitgeroepen tot kampioen en speelt vanaf het seizoen 2020-2021 opnieuw in Eerste provinciale. Na 2 seizoenen in Eerste, zakte de club opnieuw na 2e Provinciale.
Sinds het seizoen 2021-2022 heeft KSK Grembergen een nieuwe voorzitter Hans Burghgrave.

## Resultaten
| 2016-17 |  |  |  |  |  |    | 3 |  |  | Tweede Prov. O.VL. C | 65 |                                              |
| 2017-18 |  |  |  |  |  |    | 3 |  |  | Tweede Prov. O.VL. C | 54 |                                              |
| 2018-19 |  |  |  |  |  |    | 7 |  |  | Tweede Prov. O.VL. C | 47 |                                              |
| 2019-20 |  |  |  |  |  |    | 1 |  |  | Tweede Prov. O.VL. C | 52 | Vroegtijdig gestopt wegens corona. Kampioen. |
| 2020-21 |  |  |  |  |  | -  |   |  |  | Eerste Prov. O.VL.   | -  | seizoen geschrapt wegens corona              |
| 2021-22 |  |  |  |  |  | 11 |   |  |  | Eerste Prov. O.VL.   | 33 | Promotie                                     |
| 2022-23 |  |  |  |  |  | 14 |   |  |  | Eerste Prov. O.VL.   | 23 | Degradatie                                   |
| 2023-24 |  |  |  |  |  |    | 2 |  |  | Tweede Prov. O.VL. C | 60 |                                              |
| 2024-25 |  |  |  |  |  |    | 3 |  |  | Tweede Prov. O.VL. C | 64 | Promotie via eindronde                       |
| 2025-26 |  |  |  |  |  |    |   |  |  | Eerste Prov. O.VL.   |    |                                              |